# 贝尔纳迪诺·坎皮
贝尔纳迪诺·坎皮（義大利語：Bernardino Campi，1522年—1591年），文艺复兴时期欧洲克雷莫纳画家。他因为成为索福尼斯巴·安圭索拉之师而著名。他的一生主要从事教堂湿壁画的绘制工作。

## 扩展阅读
- Freedberg, Sydney J. . Penguin Books Ltd. 1993: 583 & 590–1.